# Horacio Hidrovo Velásquez
Horacio Hidrovo Velásquez (Santa Ana, 20 de mayo de 1902 - Portoviejo, 19 de abril de 1962) fue un poeta, novelista y escritor ecuatoriano . 
En 1957, fue presidente de la Casa de la Cultura Ecuatoriana, filial de Manabí.
Fue padre del poeta ecuatoriano Horacio Hidrovo Peñaherrera (1931-2012). 
En 1961, el Gobierno Ecuatoriano lo honró con el Premio al Mérito Educativo. 
Su novela más conocida es Un Hombre y un Río (1957). 
En 1975, su hijo Horacio publicó una colección de sus poemas bajo el título "Canción de las Voces Infinitas" (Canción de las voces infinitas), pero no es una colección completa, debido a que una gran cantidad de poemas de Hidrovo Velásquez se imprimieron en numerosas revistas que son difíciles de encontrar hoy.

## Obras[3]
- "Libro Prematuro" (1920)
- "Pedro Gómez" (1930)
- "Jinetes en la Noche" (1948)
- “Dimensión del Dolor” (1951)
- "Recado de Agua Clara" (1960)
- “Un Hombre y un Río” (1957)
- "La mujer que nació así" (1927)